# Chereas octomaculata
Chereas octomaculata là một loài bọ cánh cứng trong họ Cerambycidae.